# Casa de Beauharnais
A Casa de Beauharnais (em francês: Maison de Beauharnais) é uma família nobre francesa, detentora do Ducado de Leuchtenberg. Sua linhagem moderna e mais conhecida foi fundada por Eugênio de Beauharnais, filho da Imperatriz Josefina.

## História
Originários da Bretanha, os Beauharnais (ou Beauharnois) se estabeleceram no século XIV em Orleães. Quando essa cidade foi cercada em 1429, Jehan Beauharnais desempenhou um papel importante em sua sua defesa e, assim, testemunhou o processo de reabilitação de Joana d'Arc. Os Beauharnais proveram o reino com soldados e magistrados, e contrataram alianças em várias esferas, incluindo a da faculdade de direito em Orleães . No século XVI, haviam Beauharnais em Orleães como magistrados, comerciantes, cânones e outras profissões.
Desde o final do século XVI até finais do século XVII, os cargos de presidente e de tenente-geral a Bailiado e assento presidencial de Orleãess foram transmitidos hereditariamente pela família Beauharnais. O mais eminente desses magistrados foi Francisco IV de Beauharnais, sieur de la Grillère (em Vouzon, Loir e Cher), nascido em Orleães em 1630 e morrendo ali em 1681.
No final do século XVII, o cargo de tenente-geral do Bailiado de Orleães foi cedido a um ramo aliado, os Curaults. O mais proeminente dos Beauharnais voltou assim para carreiras na marinha e na administração colonial nas Américas. Outro François de Beauharnais (1665-1746) tornou-se intendente da Nova França (ou seja, do Canadá), onde um título de senhor foi-lhe concedido em 1707. Seu sobrinho, Francisco V de Beauharnais, foi feito chef d'escadre des armées royales, então governador de Martinica.
Os Beauharnais de Orleães também foram excelentes terratenentes graças a seus muitos senhores na região. No século XV, eram senhores de la Chaussée (ou Miramion), feudo da paróquia de Saint-Jean-de-Braye, nos subúrbios de Orleães. Eles também tiveram interesses na Sologne até o início do século XVI, e Guilherme de Beauharnais ocupou a propriedade de Villechauve, em Sennely. Alguns anos mais tarde, os Beauharnais adquiriram o senhorio vizinho da Grillère, em Vouzon, com eles mantidos até o início do século XVIII (quando passou, pelo casamento de uma Beauharnais, com a família Choiseul-Gouffier).
Em 20 de abril de 1752, Francisco V, marquês de Beauharnais (1714-1800), governador da Martinica, bisavô materno do futuro Napoleão III da França, comprou o senhorio de La Ferté-Avrain, em Sologne. Ele foi elevado a marquês por carta patente datada de julho de 1764 com o título de La Ferté-Beauharnais, um nome que a comuna ainda possui (departamento de Loir-et-Cher)